# Theodor von Fellenberg
Theodor von Fellenberg (* 30. Juni 1881 in Bern; † 1962 ebenda) war ein Schweizer Chemiker. 

## Leben
Theodor von Fellenberg war ein Enkel des Chemikers Ludwig Rudolf von Fellenberg und Neffe des Schweizer Alpenpioniers und Geologen Edmund von Fellenberg. Theodor von Fellenberg studierte von 1900 bis 1904 Chemie an der ETH Zürich und den Universitäten in Berlin und Genf, wo er 1905 mit der Arbeit Application de la réaction de Grignard à quelques cétones zum Dr. phil. promovierte. Nach einer Assistenzzeit beim bernischen Kantonschemiker und in Industriebetrieben in Pagny-sur-Moselle und Aarau wurde er 1909 Chemiker am Eidgenössischen Gesundheitsamt in Bern, wo er zuletzt als Leiter des chemischen Labors wirkte.
Er forschte an der Entwicklung exakter Methoden zur Ermittlung medizinischer und biologisch wichtiger Spurenelemente, Vitamine und Baustoffe und wurde für seine Verdienste im Jahr 1951 an der Medizinischen Fakultät der Universität Bern zum Ehrendoktor ernannt.
Theodor von Fellenberg wurde 1927 in der Sektion Chemie als Mitglied in die Deutsche Akademie der Naturforscher Leopoldina aufgenommen.

## Schriften
- Das Vorkommen, der Kreislauf und der Stoffwechsel des Jods. In: Ergebnisse der Physiologie. 25, 1926, S. 176–363.